# JQuery
jQuery é uma biblioteca livre que contém funções da linguagem de programação JavaScript que interage com  páginas em HTML, desenvolvida para simplificar os scripts executados/interpretados no navegador de internet do usuário (client-side). A biblioteca é um projeto da Fundação JS (em inglês: JS Foundation), que faz parte da Fundação Linux (em inglês: Linux Foundation) e seu desenvolvimento é realizado pelo time jQuery (em inglês: The jQuery Team).
jQuery é uma biblioteca de código aberto baseada na licença MIT. Possui sintaxe que simplifica: a navegação do documento HTML, a seleção de elementos DOM, criar animações, manipular eventos, desenvolver aplicações AJAX e, criar plugins sobre ela. Tais facilidades permitem a criação de camadas de abstração, para interações de baixo nível de modo simplificado em aplicações web dinâmicas de grande complexidade.
É usada por cerca de 74.4% dos 10 mil sites mais visitados do mundo, jQuery é considerada uma das mais populares bibliotecas do JavaScript.

## História
Em agosto de 2005, ao observar o comportamento da biblioteca JavaScript Behaviour.js o criador da biblioteca jQuery John Resig começou a criar a sintaxe do jQuery. O Behavior.js foi criado por Ben Nolan. Usando as palavras do seu criador assim ele descreveu as premissas em seu blog:
— John Resig em 22 de agosto de 2005
Usando os conceitos do "pseudo poder" dos seletores da especificação do CSS versão 2, num modelo de objetos de documentos (em inglês: (DOM-Document Object Model)), vinculado as funções JavaScript sobre os elementos HTML o jQuery deu seus primeiros passos para a sua primeira release, que foi lançada em 14 janeiro de 2006 no BarCamp, de Nova York por John Resig.
Em 2008, a Microsoft e a Nokia anunciaram planos de incluir o jQuery em suas plataformas. A Microsoft adotou na interface de programação (IDE) Visual Studio para uso com o framework AJAX da linguagem ASP.NET, e a Nokia em sua plataforma Web Run-Time de criação de pequenos aplicativos Widgets. A biblioteca jQuery também tem sido usada no programa MediaWiki, desde a versão 1.16.
No dia 20 de janeiro de 2018 foram lançadas as versões: 1.12.4 e 2.2.4.

## Funcionalidades
jQuery é uma biblioteca de código aberto que utiliza a licença MIT em seu código-fonte. A sintaxe do jQuery foi desenvolvida para tornar mais simples a navegação do documento HTML, a seleção de elementos DOM, criar animações, manipular eventos, desenvolver aplicações AJAX e criação de plugins sobre ela. Tais facilidades permitem aos desenvolvedores criarem camadas de abstração para interações de baixo nível de modo simplificado em aplicações web dinâmicas de grande complexidade.
Principais funcionalidades do jQuery:
- Resolução da incompatibilidade entre os navegadores.
- Redução de código.
- Reutilização do código através de plugins.
- Utilização de uma vasta quantidade de plugins criados por outros desenvolvedores.
- Trabalha com AJAX e DOM.
- Implementação segura de recursos do CSS1, CSS2 e CSS3.

Qualquer editor de código suporta jQuery, sendo necessário fazer download da respetiva classe no site do jQuery. Uma das maiores novidades relaciona-se com a resolução da incompatibilidade entre browsers, especialmente com o Internet Explorer, inferior à versão 9.

### Exemplos
Exemplo 1: Um código em Javascript puro, para atribuir o valor "5" em um elemento qualquer.
```
document
.
getElementById
(
 
'Teste'
 
).
value
 
=
 
5
;

```

O mesmo código em jQuery.
```
$
(
 
'#Teste'
 
).
val
(
 
5
 
)

```

Exemplo 2: Outro código, agora para pintar o fundo de preto de elementos com o id "teste2".
```
document
.
getElementById
(
 
'Teste2'
 
).
style
.
background
 
=
 
"black"
;

```

Agora o mesmo código só que em jQuery:
```
$
(
'#teste2'
).
css
(
"background"
,
 
"black"
);

```